# Brahma (cerveja)
Brahma é uma marca de cerveja brasileira criada em 1888, no Rio de Janeiro, pela Manufactura de Cerveja Brahma Villiger & Companhia, que depois mudaria de nome para Companhia Cervejaria Brahma, e depois seria sucedida pela AmBev. A cerveja Brama é a segunda marca de cerveja mais consumida no Brasil, e a nona cerveja mais consumida em todo o mundo. No Brasil, é considerada a 3ª marca mais valiosa do país, avaliada em 4,3 bilhões de dólares estadunidenses.
Apesar de a Brahma ser totalmente brasileira, ela é famosa por ser a marca internacional da Ambev, marcando presença em 31 países ao redor do mundo, entre eles Rússia, Estados Unidos, Canadá, Bélgica, França, Inglaterra, Irlanda, Ucrânia, Itália, Espanha, Suécia, Austrália, Nova Zelândia, China, Holanda, e também em toda a América Latina.
Atualmente, é patrocinadora/parceira oficial do Botafogo, Figueirense, Flamengo, Fluminense, Cruzeiro, Grêmio, Sport Recife e do Vasco da Gama.

## História

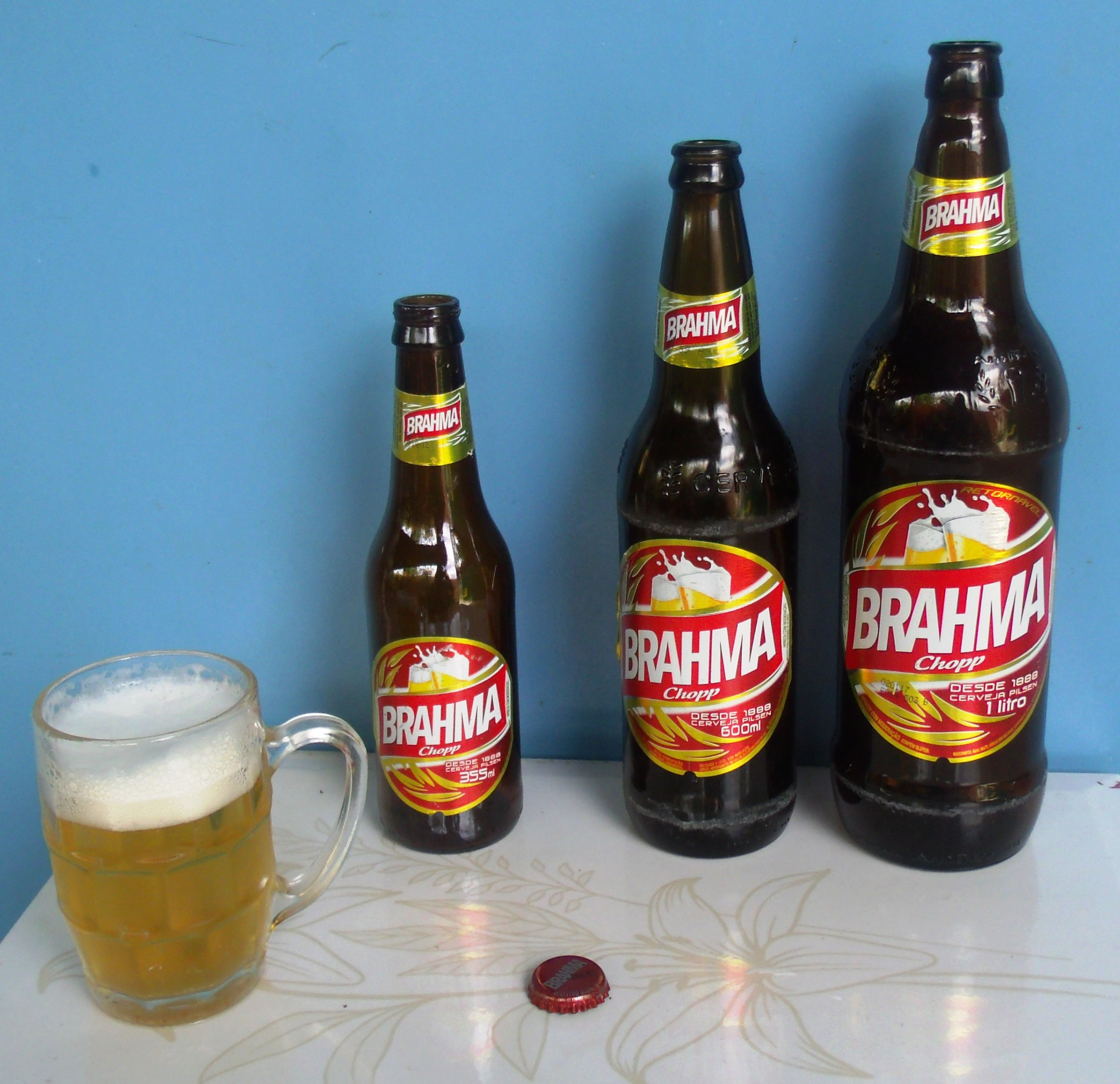
Garrafas de diferentes tamanhos.

A história da marca se confunde com a da Companhia Cervejaria Brahma que a fabricava. O nome Brahma batizou diversos produtos da mesma cervejaria, tais como o Guaraná Brahma e a Brahma Extra. Com a fusão desta à Antarctica para a formação da AmBev, a marca Brahma seguiu como uma das principais a ser utilizada pela nova companhia. Porém o guaraná, mais adocicado que o Guaraná Antarctica, deixou de ser produzido, em favor do outrora concorrente.

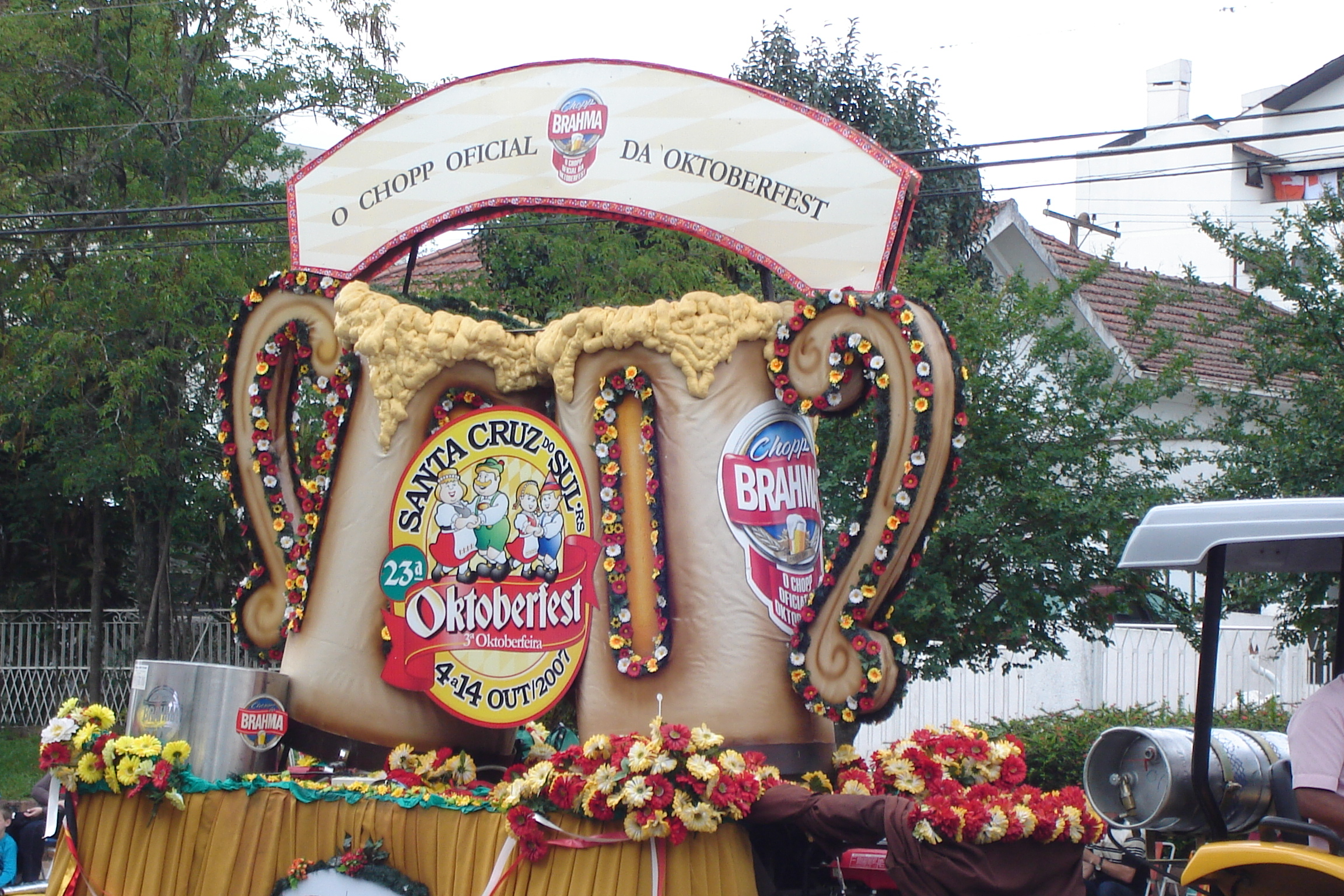
Carro alegórico com chope no desfile da Oktoberfest de Santa Cruz do Sul.

Suas campanhas de publicidade foram premiadas em diversos festivais, como o de Cannes.
Sua cerveja, a partir da década de 2000 passou por um processo de internacionalização, passando a ser comercializada em trinta países, com destaque para a Bélgica, o Canadá, os Estados Unidos, a França, a Grã-Bretanha e os Países Baixos.
Em 2006, a cerveja Brahma ultrapassou em vendas a holandesa Heineken, tornando-se a 5ª cerveja mais vendida do mundo.

## Origem do nome
Não há nenhuma comprovação da origem do nome, mas há três hipóteses:
A primeira seria uma homenagem dos criadores da cervejaria ao deus Brama, da religião Hindu, que também pode ser escrito como Brahma como a cerveja.
A segunda seria uma homenagem ao compositor alemão Johannes Brahms.
A terceira seria uma homenagem ao britânico Joseph Bramah, inventor da válvula manual para tirar chope em balcões de bares. Como Bramah fundou uma empresa com seu sobrenome, os cervejeiros brasileiros não o poderiam usar, e tiveram de mudar as letras de lugar para dar origem ao nome da cerveja.

## A cerveja na linha do tempo

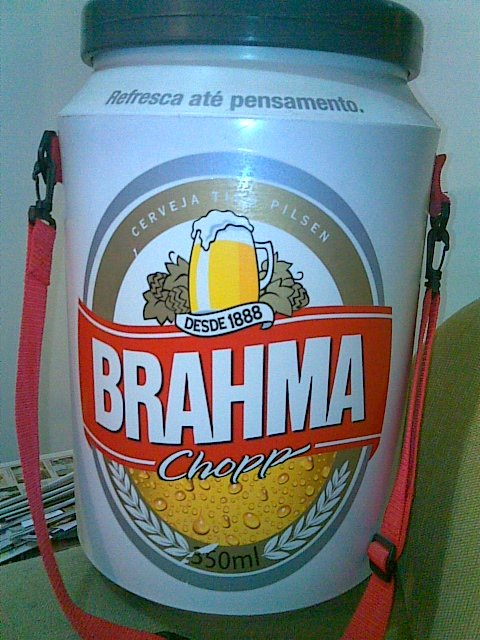
Balde térmico, também chamado de cooler, réplica de uma lata de cerveja Brahma.

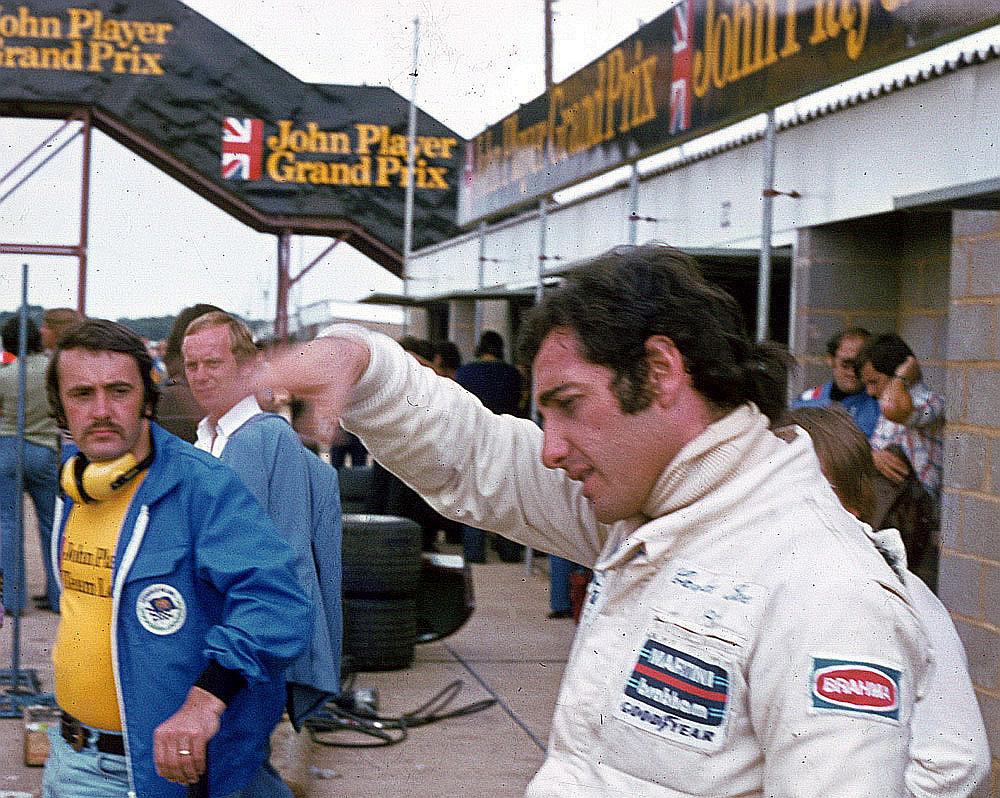
Uma das patrocinadoras do piloto de Fórmula 1, José Carlos Pace, em 1974.

- 1907 - Johann Künning assume a presidência da Brahma, em nome dos maiores acionistas - a comercial exportadora de café Theodor Willie e o banco Brasilianische Bank für Deutschland.
- 1914 - Ocorre o lançamento da Malzbier Brahma, uma cerveja estilo malzbier, lançada oficialmente em 1918 sob o slogan "saborosa e nutriente, recomendada especialmente às senhoras que amamentam".
- 1933/34 - Ocorre o lançamento da cerveja Brahma Chopp no verão. Em face da queda nas vendas, devida à recessão econômica, a Brahma lança uma cerveja tipo Pilsner, com sabor similar ao chope, usando, como apelo de marketing, a promessa de o consumidor poder saborear o mesmo chope dos bares em casa, a qualquer hora.
- 1943 - Ocorre o lançamento da Brahma Extra, uma cerveja lager, forte e encorpada. O slogan da época era "Extra no sabor, extra na qualidade, extra nos ingredientes, Cerveja Brahma Extra, em garrafas ou garrafas".
- 1968 - No Rio Grande do Sul, ocorre a inauguração da "Estação Experimental de Cevada", com o objetivo de testar as novas variedades de cevada, e fazer também estudo de adaptações ao solo e clima da região.
- 1988 - Cumpriram-se 100 anos desde a criação da Manufactura de Cerveja Brahma Villiger e Companhia, portanto, 100 anos desde que o primeiro chope da marca Brahma foi lançado.
- 1989 - Ocorre o lançamento da "Brahma Extra" em latas de alumínio.
- 1993 - Nesse ano, surgiu a "Brahma Extra" em long neck com tampa twist, o que descartava o uso de abridores.
- 1995 - É lançado a "Brahma Bock", uma cerveja do tipo bock, cerveja bem forte. O seu consumo é indicado apenas nos períodos de inverno.
- 1996 - Ocorre o lançamento da cerveja Malzbier (em long neck).
- 1998 - Lançamento da cerveja "Brahma Extra" (em long neck de 355 ml).
- 1999 - Ocorre o lançamento da "Brahma Chopp" em embalagens comemorativas que remetiam às garrafas de champagne. O lançamento se deu devido à comemoração da chegada do novo milênio.
- 2000 - Ocorre o lançamento das embalagens termossensíveis, que avisa se a cerveja está devidamente gelada para o consumo.
- 2002 - Lançamento da "Brahma Chopp Express", um serviço de entrega a domicílio.
- 2003 - A "Brahma Light", a cerveja lager levinha, é relançada com baixo teor alcoólico e bastante sabor. Surge aí o slogan "Calorias de menos, gostosa demais."
- 2004 - Ocorre o lançamento da "Liber Zero Zero" (cerveja sem álcool), e da "Brahma Extra" (em lata).
- 2007 - Ocorre o lançamento dos carrinhos Chopp Brahma (o mais novo modelo de franquia para a venda de chope), e ocorre também o lançamento da "Brahma Fresh", uma cerveja leve, suave e ainda mais refrescante que a anterior.
- 2009 - É lançada a garrafa retornável, de 300 ml.
- 2013 - O nome "Liber Zero Zero", para a cerveja sem álcool, é substituído por "Brahma Zero (Brahma 0,0%)", demonstrando que a cerveja é produzida realmente sem álcool.
- 2021 - O nome "Brama" foi colocado pela disputa da final da Copa do Brasil de 2021, que se o Atlético Mineiro ganhar iriam tirar o "H" do nome "Brahma", ou seja "Brama", ou se o Athlético Paranaense ganhasse iriam adicionar um "H" no nome da cerveja, e ficaria "Brahhma".

## Slogans/Propagandas

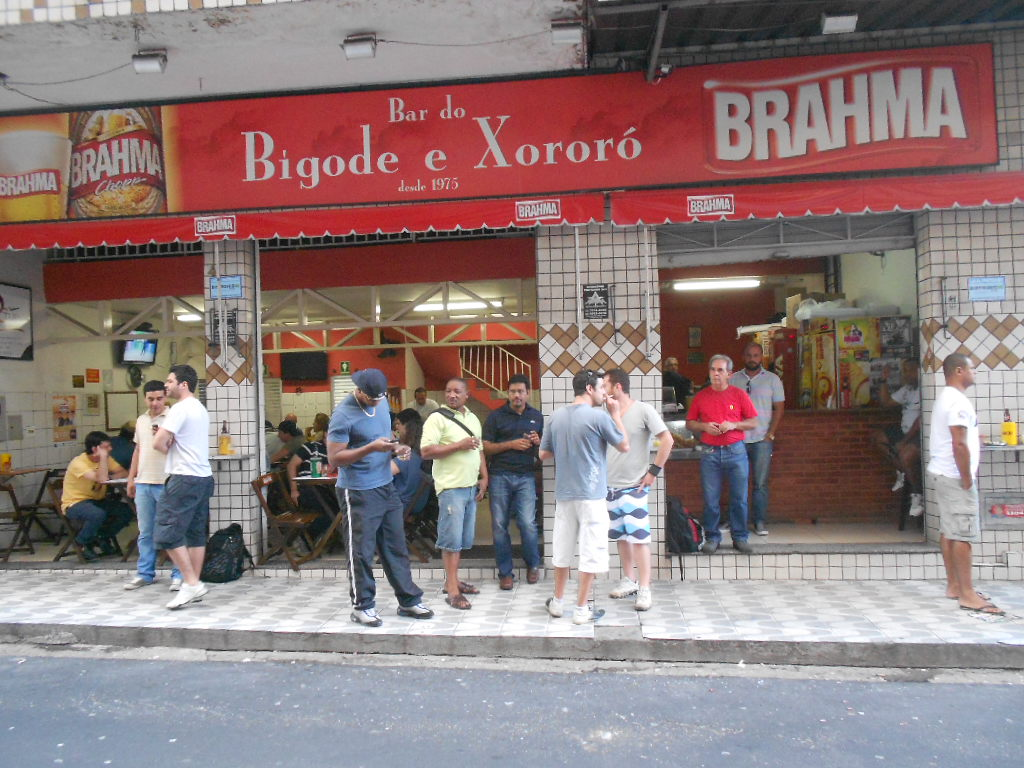
Bar com propaganda da Brahma.

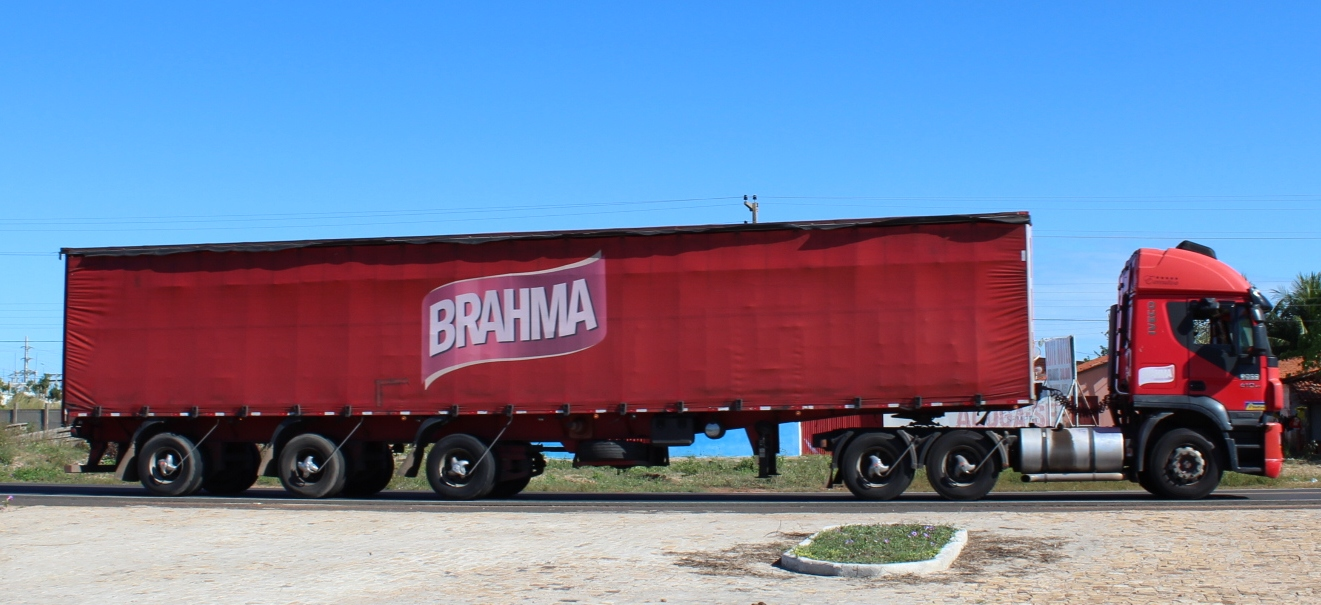
Caminhão.

- Um Brinde ao que realmente importa. (2019)
- Cerveja é assim que se faz. (2016 - atual)
- O sabor de ser mais. (2014 - 2016)
- Zero de álcool, tudo de Brahma. (2014 - atual) [Brahma Zero]
- O sabor de ser Brahmeiro. (2010)
- Ser Brahmeiro é acreditar na vitória. (2008)
- Z da Brahma todo mundo ama. (2007)
- Quarta-feira é dia de maldade e depois é do Zeca-feira. (2007)
- Pediu Brahma, pediu bem. (2006 - 2007)
- Todo mundo ama. (2006 - 2008)
- Brahma Olé. (2005 - 2006)
- Se o bar é bom, o Chopp é Brahma. (2005)
- A cerveja oficial do Nã Nã Nã Nã. (2004 - 2005)
- Refresca até pensamento. (1999 - 2004)
- Refresca com Brahma, Brasil! (2002)
- TSSSSS. (1999)
- A Nº 1. (1991)
- Produto de Qualidade. (até 1991)
- Brahma Chopp, o sabor número 1.
- Sem Brahma não dá.
- Brahma Extra, extraordinária.